# Шипокно
Шипокно (на македонска литературна норма: Шипокно) е село в Община Охрид, Северна Македония.

## География
Селото е разположено в планината Галичица, южно от град Охрид, над източния бряг на Охридското езеро.

## История
В „Етнография на вилаетите Адрианопол, Монастир и Салоника“, издадена в Константинопол в 1878 година и отразяваща статистиката на населението от 1873 година, Шипокно (Chipokno) е посочено като село с 5 домакинства с 24 жители българи.
Според статистиката на Васил Кънчов („Македония. Етнография и статистика“) към 1900 година в селото живеят 30 българи-християни.
На Етнографската карта на Битолския вилает на Картографския институт в София от 1901 година Шипокно е чисто българско село в Охридската каза на Битолския санджак с 5 къщи.
В началото на XX век цялото население на селото е под върховенството на Българската екзархия. По данни на секретаря на екзархията Димитър Мишев („La Macédoine et sa Population Chrétienne“) в 1905 година в Шипокно има 32 българи екзархисти.
Според преброяването от 2002 година селото има 5 жители северномакедонци.
| Националност     | Всичко |
| северномакедонци | 5      |
| албанци          | 0      |
| турци            | 0      |
| роми             | 0      |
| власи            | 0      |
| сърби            | 0      |
| бошняци          | 0      |
| други            | 0      |